# Chasseurs d'accidents
Pour plus de détails, voir Fiche technique et Distribution.
Chasseurs d'accidents (The Chaser) est un film américain en noir et blanc réalisé par Edwin L. Marin, sorti en 1938. 

## Synopsis
Thomas Brandon est un avocat qui cherche des victimes d'accident pour les pousser à demander des dommages et intérêts. Immoral et détesté par beaucoup, il fait du démarchage de rue, offrant de représenter les clients sur des fausses accusations. Le propriétaire d'une entreprise de tramways, Calhoun, est mécontent de cette pratique et engage Dorothy Mason pour obtenir des preuves contre l'avocat en se faisant passer pour une victime d'accident...

## Fiche technique
- Titre français : Chasseurs d'accidents
- Titre original : The Chaser
- Réalisation : Edwin L. Marin
- Scénario : Chandler Sprague, Howard Emmett Rogers, Everett Freeman, Harry Ruskin
- Producteur : Frank Davis
- Société de production et de distribution : Metro-Goldwyn-Mayer (MGM)
- Photographie : Charles Lawton Jr.
- Montage : George Boemler
- Musique : William Axt, Paul Kerby
- Costumes : Dolly Tree
- Pays d'origine :  États-Unis
- Langue d'origine : anglais
- Format : noir & blanc - Aspect Ratio: 1.37:1 - Son : Mono (Western Electric Sound System)
- Genre : Drame psychologique, Romance
- Durée : 73 min
- Dates de sortie : 
  - États-Unis : 19 juillet 1938
  - France : 1er décembre 1941

## Distribution
- Dennis O'Keefe : Thomas Brandon
- Ann Morriss : Dorothy Mason
- Lewis Stone : Dr Prescott
- Nat Pendleton : Floppy Phil
- Henry O'Neill : Calhoun
- Ruth Gillette : Mme Olaf Olson
- John Qualen : Lars
- Lana Turner : Mlle Rutherford (scènes coupées au montage)
- Nick Copeland : huissier (scènes coupées au montage)

## Source
- Chasseurs d'accidents, sur Encyclociné